# Hoornwijk (wijk in Den Haag)
Hoornwijk is een wijk in Den Haag.
De wijk grenst aan de wijken Ypenburg en Forepark.
De wijk bestaat uit drie buurten:
- De Reef, een groot groengebied met een woon- en werkgebied ten zuiden van het Prins Clausplein met toegang vanaf de Ypenburgse Boslaan;
- Vlietzoom-West (vroeger: Vlietbuurt) met groengebieden en een bedrijventerrein met toegang vanaf de Westvlietweg, Familiepark Drievliet en een klein bedrijventerrein, beide aan de Laan van 's-Gravenmade;
- Vliegeniersbuurt, een bedrijventerrein met een toegang vanaf de Laan van Hoornwijck, het vroegere stationsgebouw van Vliegveld Ypenburg met de toegang vanaf de Singel.

In 2002 was tramlijn 15 de eerste rail-lijn door dit gebied, die Nootdorp met het centrum van Den Haag verbond. In 2010 werd tramlijn 19 geopend, die via de Vliegeniersbuurt, en de buurten Singels en de Reef de plaatsen Delft en Leidschendam verbindt.

## Naam
De officiële spelling van de naam van de wijk is Hoornwijk, zonder letter c. Deze spelling wijkt dus af van de spelling van de namen van zowel de buitenplaats Hoornwijck als de Laan van Hoornwijck.
De naam 'Hoornwijk' dient niet verward te worden met de aangrenzende Rijswijkse wijk 'Hoornwijck'.
Archipelbuurt ·
Belgisch Park ·
Benoordenhout ·
Bezuidenhout ·
Binckhorst ·
Bohemen en Meer en Bos ·
Bomen- en Bloemenbuurt ·
Bouwlust en Vrederust ·
Centrum ·
Duindorp ·
Duinoord ·
Forepark ·
Geuzen- en Statenkwartier ·
Groente- en Fruitmarkt ·
Haagse Bos ·
Hoornwijk ·
Kijkduin en Ockenburgh ·
Kraayenstein ·
Laakkwartier en Spoorwijk ·
Leidschenveen ·
Leyenburg ·
Loosduinen ·
Mariahoeve en Marlot ·
Moerwijk ·
Morgenstond ·
Oostduinen ·
Regentessekwartier ·
Rustenburg en Oostbroek ·
Scheveningen ·
Schilderswijk ·
Stationsbuurt ·
Transvaalkwartier ·
Valkenboskwartier ·
Van Stolkpark en Scheveningse Bosjes ·
Vogelwijk ·
Vruchtenbuurt ·
Waldeck ·
Wateringse Veld ·
Westbroekpark en Duttendel ·
Willemspark ·
Ypenburg ·
Zeeheldenkwartier ·
Zorgvliet ·
Zuiderpark